# Statistik (Studienfach)
Statistik ist ein Studienfach, das die Anwendung und theoretischen Grundlagen statistischer Methoden vermittelt.
Statistiker planen Umfragen und Experimente, stellen die erhobenen Daten dar, werten sie aus und interpretieren die Ergebnisse. In Zusammenarbeit mit Wissenschaftlern anderer Fachgebiete beschreiben sie praktische Sachverhalte durch mathematische Modelle. In Verbindung damit können objektive Entscheidungen angestrebt und Prognosen erstellt werden.
Es kann in Deutschland an der Technischen Universität Dortmund und der Ludwig-Maximilians-Universität München und in Magdeburg (in Kooperation der Hochschule Magdeburg-Stendal und der Otto-von-Guericke-Universität Magdeburg) studiert werden, in Österreich an der Universität Wien und an der Johannes Kepler Universität Linz.
Statistik-Master-Studiengänge werden an der Universität Bielefeld (hier "Statistische Wissenschaften"), an der Otto-von-Guericke-Universität Magdeburg, an der Georg-August-Universität Göttingen (Angewandte Statistik), an der Technischen Universität Wien und in Berlin, als Kooperation der Freien, der Humboldt- und der Technischen Universität sowie der Charité und der ETH Zürich angeboten.
Neueinschreibungen sind meist im Bachelor- oder Master-Studiengang möglich. Zulassungsbeschränkungen sind meist nicht gegeben, doch ist die Zulassung für die weiterführenden Studiengänge, wie Master oder Promotion, oft an bestimmte Kriterien gebunden.

## Bachelor-/Master-Studiengang
Der Bachelor-/Masterstudiengang unterscheidet sich inhaltlich wenig vom ehemaligen Diplom-Studiengang. Er stellt eine Anpassung an das angelsächsische mehrstufige Studienmodell dar, das im Rahmen des Bologna-Prozesses auch in Deutschland eingeführt wird. Neben der Abstufung in Bachelor und Master, ist das Studium modularer und praxisorientierter aufgebaut als das Diplomstudium.

### Bachelor-Studiengang
Das Bachelorstudium dauert sechs oder sieben Semester. Die Inhalte unterscheiden sich von Hochschule zu Hochschule. Allerdings gibt es einige Übereinstimmungen bei den angebotenen Veranstaltungen:
- Deskriptive Statistik, elementare Wahrscheinlichkeitsrechnung
- Mathematische Grundlagen (Analysis I und II)
- Lineare Algebra oder Vektor- und Matrizenrechnung
- Grundlagen von statistischer Software
- Seminare und andere praxisnahe Veranstaltungen
- Ökonometrie oder andere Spezialgebiete der Statistik

#### Nebenfächer
Nicht an allen Hochschulen muss im Laufe des Bachelor-Studiums ein Nebenfach belegt werden. Der Katalog ist unten beim Diplomstudiengang ersichtlich.

#### Bachelorarbeit
Abschluss des Bachelor-Studiums ist eine Bachelorarbeit. Diese dauert drei Monate.

### Master-Studiengang
Der Master-Studiengang, der auf einem Bachelor der Statistik oder einem ähnlichen Abschluss aufbaut, dauert vier Semester. Auch hier variieren die Inhalte von Hochschule zu Hochschule. Enthalten sind oft Veranstaltungen zu den Themen:
- Wahrscheinlichkeitstheorie und mathematische Statistik
- Spezialgebiete der Statistik
- Gebiet der stochastischen Prozesse oder Zeitreihenanalyse
- Seminare und andere praxisnahe Veranstaltungen

Welche Fächer im Bereich  der Spezialgebiete belegt werden müssen oder welche gewählt werden können, ist von Hochschule zu Hochschule unterschiedlich.

#### Nebenfächer
Nicht an allen Hochschulen muss im Laufe des Master-Studiums ein Nebenfach belegt werden. Der Katalog ist unten beim Diplomstudiengang ersichtlich.

#### Masterarbeit
Den Abschluss eines Master-Studiengangs bildet eine Masterarbeit. Diese dauert sechs Monate.

## Studienaufbau Diplom-Studiengang
Der klassische Diplom-Studiengang gliedert sich in ein viersemestriges Grund- und ein fünfsemestriges Hauptstudium. Die tatsächlichen Studienzeiten können jedoch von dieser Regelstudienzeit abweichen.

### Grundstudium
Das Grundstudium umfasst einführende Veranstaltungen in die Statistik, Analysis und Lineare Algebra. Außerdem werden einführende und weiterführende Stochastik-Veranstaltungen angeboten.
Das Grundstudium beinhaltet folgende Veranstaltungen:
- Analysis I und II
- Vektor- und Matrizenrechnung, als Spezialfall der Linearen Algebra
- Deskriptive Statistik, Elementare Wahrscheinlichkeitsrechnung, Schätzen und Testen, Statistische Verfahren
- Grundlagen der Versuchsplanung, Erhebungstechniken
- Grundlagen in statistischer Software

### Hauptstudium
Im Hauptstudium werden die Kenntnisse in der Statistik vertieft und erweitert. Des Weiteren werden Vorlesungen in vertiefende Bereiche (Biometrie, Ökonometrie, Technometrie) angeboten, die sowohl spezielle theoretische Verfahren als auch Anwendungen umfassen.
So beinhaltet das Hauptstudium Veranstaltungen aus den folgenden Bereichen:
- Wahrscheinlichkeitstheorie, Entscheidungstheorie
- Spezialgebiete der Statistik
- Stochastische Prozesse
- Numerik
- Praxisnahe Veranstaltungen

Die Spezialgebiete der Statistik umfassen eine Reihe von Vorlesungen, wie zum Beispiel Ökonometrie, Nichtparametrische Verfahren, Multivariate Verfahren, Bayes-Statistik, Amtliche Statistik. Daraus wählen die Studierenden nach Interesse oder Schwerpunkt Vorlesungen aus.

### Diplomarbeit
Der Diplom-Studiengang wird mit einer Diplomarbeit abgeschlossen. Diese dauert sechs Monate.

### Nebenfächer
Neben den mathematisch-statistischen Veranstaltungen ist in dem Diplom-Statistik-Studiengang ein Nebenfach zu belegen. 
Durchgesetzt haben sich dabei:
- Wirtschaftswissenschaften
- Theoretische Medizin
- Ingenieurwissenschaften
- Sozialwissenschaften
- Mathematik
- Informatik

## Arbeitsmarkt
Die Situation für Absolventen im Bereich Statistik ist gut, da die Anwendungsgebiete der Statistik breit gefächert sind. Arbeitsbereiche sind unter anderem die Pharmazeutische Industrie, Banken und Versicherungen oder in der Qualitätssicherung oder Forschung.

## Verwandte Studienrichtungen

### Datenanalyse und Datenmanagement
Bei diesem Bachelor-Studiengang, der an der Technischen Universität Dortmund angeboten wird, erwerben die Studenten grundlegendes Fachwissen im Umgang mit großen Datenmengen mit dem Ziel, wissenschaftliche Erkenntnisse zur Entwicklung von Methoden und zur Lösung von Problemen in relevanten Anwendungsfeldern einzusetzen.
Dieser Studiengang ähnelt besonders zu Beginn dem Statistik-Studiengang.
Im ersten Jahr werden die notwendigen Grundlagen in Mathematik (Analysis, Vektor- und Matrizenrechnung), Wahrscheinlichkeitsrechnung und Statistik vermittelt. Im zweiten und dritten Jahr wird vermehrt mit den Informatikern zusammengearbeitet. Hierbei folgen Spezialvorlesungen zur Darstellung, Verarbeitung und Auswertung von Daten sowie zu Datenstrukturen und Programmierung. Dabei wird schon frühzeitig der Bezug zu praktischen Problemen hergestellt.

### Datenwissenschaften
Der Master-Studiengang Datenwissenschaft wird an der Technischen Universität Dortmund angeboten und baut auf dem Bachelor in Datenanalyse und Datenmanagement auf. Auch Studierende mit einem Bachelor-Abschluss in Statistik, Informatik oder Mathematik können mit Auflagen zugelassen werden. Weitere Ausnahmen sind auf Antrag möglich.
Studierende werden im Masterstudium zur wissenschaftlichen Arbeit, zur kritischen Einordnung der wissenschaftlichen Erkenntnis und zu verantwortlichem Handeln befähigt.
Der Master-Studiengang setzt sich aus verschiedenen Pflicht- und Wahlpflicht-Modulen zusammen. Die Veranstaltungen können nach eigenem Interesse gewählt werden; dabei sind die folgenden Bereiche abzudecken: Multivariate und Computergestützte Statistik, Effiziente Algorithmen und Optimierung, Datensicherheit sowie ausgewählte Anwendungsgebiete.

### Biostatistik
Der Master-Studiengang Biostatistik, der an der Ludwig-Maximilians-Universität München, der Universität Bremen, der Universität Zürich oder berufsbegleitend an der Ruprecht-Karls-Universität Heidelberg angeboten wird, baut auf einem Abschluss in der Statistik auf.
Gegenstand dieses Master-Studiengangs ist die vertiefte Vermittlung von wissenschaftlichen Konzepten und Methoden der Statistik zur verantwortungsvollen und adäquaten Analyse biostatistischer Daten und die interdisziplinäre Anwendung in Biologie und Medizin, einschließlich zukunftsweisender Gebiete der Postgenomik und Systembiologie. Das absolvierte Studium befähigt zum vertieften Verständnis und zur Neu- und Weiterentwicklung biostatistischer Methoden, die aus den Erfordernissen der modernen Lebenswissenschaften erwachsen.

### Angewandte Stochastik (Applied Stochastic)
Ziel des Master-Studiengangs Angewandte Stochastik, der von der Hochschule München angeboten wird, ist die Aneignung der Methodenkompetenz in der stochastischen Modellierung komplexer Prozesse in den Bereichen Wirtschaft und Finanzen, Technik und Biologie. Die theoretische Grundlage dafür bietet eine fundierte mathematische Ausbildung mit Schwerpunkt auf dem anspruchsvollen Gebiet der Stochastischen Prozesse.
Der Master-Studiengang Angewandte Stochastik ist als konsekutiver Studiengang in Verbindung mit dem Bachelorstudiengang Informatik ausgelegt. Er steht jedoch auch Quereinsteigern aus verwandten Fachgebieten mit überdurchschnittlichem Bachelor- oder Diplomabschluss offen.

### Statistische Wissenschaften
Der Master-Studiengang Statistische Wissenschaften, wird an der Universität Bielefeld angeboten und baut auf einem Bachelor- (oder Master-) Abschluss im Bereich Mathematik, Wirtschaftsmathematik oder einem Bachelor-Abschluss mit quantitativer Profilierung im Bereich Wirtschaftswissenschaften, Soziologie oder Psychologie auf.
Der Studiengang bietet die Möglichkeit, Kenntnisse in den Bereichen Statistik und empirische Methoden auf anspruchsvollem Niveau zu festigen und zu vertiefen. Der Studiengang ist dabei fakultätsübergreifend angelegt, so dass die Studierenden Vertiefung in einem breiten Spektrum an den verschiedenen Fakultäten erhalten. 